# Union des États souverains

Les neuf républiques soviétiques ayant rédigé le Traité de Nouvelle Union (rouge et orange), et les républiques non-participantes (noire).

L'Union des États souverains (en russe : Сою́з Сувере́нных Госуда́рств [ССГ] / Soïouz Souverennykh Gossoudarstv [SSG]) est une proposition de Mikhaïl Gorbatchev pour refonder l'Union des républiques socialistes soviétiques en une nouvelle fédération, beaucoup plus souple que la précédente. Le traité en question, présenté comme une refondation de l'Union soviétique, devait remplacer celui de 1922 qui avait institué la création de l'URSS.
Ce traité a donné lieu à l'unique référendum de toute l'histoire de l'URSS. Il s'est tenu le 17 mars 1991 sur la question suivante : « Pensez-vous qu'il est essentiel de préserver l'URSS sous forme d'une fédération renouvelée de républiques souveraines et égales où les droits et les libertés de chacun, quelle que soit la nationalité, seront pleinement garantis ? ». 77,85 % des électeurs répondent « oui » dans les neuf républiques où a lieu la consultation. En effet, six républiques (l'Estonie, la Lettonie, la Lituanie, la Moldavie, l'Arménie et la Géorgie), refusent d'y participer. La nouvelle Union devait donc être constituée avec seulement neuf des quinze républiques de l'ancienne Union des républiques socialistes soviétiques, mais cela ne devait pas être d'une grande importance, les républiques sécessionnistes ne représentent qu'un petit pourcentage de la population de l'URSS.
Gorbatchev a déclaré que « Les États forment l'Union, jouissent pleinement du pouvoir politique afin de déterminer leur propre structure nationale, celle de l'État, et leur système voulu ». Cette nouvelle fédération devait toujours être composée d'un président fédéral, mais certaines affaires concernant la politique étrangère pouvaient être réglées au niveau de la république, et plus toujours au niveau du Kremlin. Des sous-armées nationales auraient pu être créées.
La signature du traité (parfois appelé Accord 9+1) instituant cette nouvelle Union aurait normalement dû se dérouler le 20 août 1991, mais elle fut empêchée par le putsch de Moscou, qui a été organisé — non pas par hasard — à cette date par des communistes conservateurs ne voulant pas de ce traité. Le coup d'État échoue et précipite la dislocation de l'URSS. Par la suite, en novembre de la même année, un nouveau traité destiné à la remplacer et instituant une Confédération des États souverains (similaire à l'Union européenne) a été rédigé, mais Boris Eltsine décide de s'en retirer dans le but d'avoir des faveurs supplémentaires pour la Russie et, en outre, l'Ukraine a proclamé son indépendance. Ce traité n'aura donc jamais pu être appliqué. La Communauté des États indépendants (CEI) a été créée à la place, mais cette organisation est d'un autre style que devait être ce traité.
Après la désintégration formelle de l'Union soviétique le 26 décembre 1991, il y a plusieurs tentatives de reformer une nouvelle Union, mais aucune n'aboutit, malgré de multiples accords en tout genre entre ex-républiques soviétiques. Une de ces unions les plus avancées est celle de la Russie et de la Biélorussie. Une Union eurasiatique regroupant la Russie, la Biélorussie, le Kazakhstan, l'Arménie et le Kirghizistan, présentant des similitudes avec le projet de Gorbatchev, est effective depuis le 1er janvier 2015.
Au départ, la nouvelle Union devait se nommer Union des républiques souveraines soviétiques (qui garderait donc l'acronyme URSS et le nom court Union soviétique), mais certaines républiques firent pression pour retirer l'adjectif « soviétiques » après le coup d'État raté d'août 1991.
Liste des républiques qui organisèrent le référendum le 17 mars 1991 et devaient signer le traité le 20 août 1991 :
1. la République socialiste fédérative soviétique de Russie
2. la République socialiste soviétique d'Ukraine
3. la République socialiste soviétique de Biélorussie
4. la République socialiste soviétique d'Azerbaïdjan
5. la République socialiste soviétique kazakhe
6. la République socialiste soviétique kirghize
7. la République socialiste soviétique du Tadjikistan
8. la République socialiste soviétique du Turkménistan
9. la République socialiste soviétique d'Ouzbékistan

Liste des républiques qui n'organisèrent pas le référendum et refusèrent de signer le traité :
1. la République socialiste soviétique de Lituanie
2. la République socialiste soviétique de Lettonie
3. la République socialiste soviétique d'Estonie
4. la République socialiste soviétique de Géorgie
5. la République socialiste soviétique d'Arménie
6. la République socialiste soviétique de Moldavie